# Mars 1959

## Événements
- Déclaration de l’état d’urgence en Rhodésie du Nord. La répression accentue les antagonismes entre Blancs et Noirs.
- Congrès constitutif de l’Union nationale mauritanienne, section locale du PFA.

- 1er mars : l'archevêque Makarios revient à Chypre de retour d'exil.

- 3 mars : lancement de la sonde lunaire Pioneer IV.

- 4 mars : crash du premier prototype du Baade 152.

- 5 mars : lancement de la sonde solaire Explorer VI.

- 6 mars :
  - Les signaux radios reçus de la sonde Pioneer IV d'une distance de 406 620 miles de la Terre, constituent un nouveau record.
  - Échec d’un coup d’État des nationalistes arabes à Mossoul, soutenu par la RAU[1]. Les communistes et les Kurdes mènent une terrible répression dans les milieux panarabes.

- 7 mars : le premier missile français Véronique, lancé de la base de Colomb-Béchar en Algérie, monte à une altitude de 104 kilomètres.

- 8 mars : en France, les élections municipales voient le renforcement du Parti communiste.

- 10 mars :
  - soulèvement de dizaines de milliers de tibétains qui descendent dans les rues de Lhassa pour réclamer l'indépendance du Tibet. Ce mouvement de protestation fut réprimé dans un bain de sang. Selon une estimation chinoise, près de 87 000 Tibétains furent massacrés dans le seul Tibet central[2],[3]. Voir Histoire du Tibet.
  - Premier vol du Northrop T-38 Talon.

- 11 mars : le Royaume-Uni signe un traité commercial de dix ans avec la Perse.

- 13 mars :
  - La France informe le Conseil de l'OTAN qu'un tiers de la flotte méditerranéenne française, sous commandement de l'OTAN en temps de guerre, demeurera sous commandement français.
  - En Chine, début de révoltes contre les lois communistes (13-27 mars).

- 17 mars :
  - Le plus important incendie du siècle à Londres, détruit une grande partie du secteur commercial d'Ilford.
  - Le Colonel Grivas, chef de file de l'EOKA, revient à Chypre de retour de son exil à Athènes.
  - Tenzin Gyatso, le 14e dalaï-lama, s'enfuit du Tibet pour l'Inde, où il arrive le 31 mars.
  - Le Premier ministre de l'Ouzbékistan Manscr Z. Mirza-Akhmendor est remplacé par Arif Alimovich Alimov.
  - Le gouvernement français annonce que la priorité absolue sera accordée à la réalisation de la force de frappe, au démarrage en série des Mirage IV, aux études de l'engin balistique.

- 18 mars :
  - Hawaii est admis comme nouvel État des États-Unis d'Amérique.
  - Les États-Unis envoient en Indonésie, 70,8 millions USD de leurs surplus agricoles (2,9 milliards FRF 1999).
  - À Valence (Espagne), alternative de Curro Romero, matador espagnol.

- 21 mars : première reddition en masse des troupes rebelles en Algérie.

- 23 mars :
  - Une explosion de gaz dans une mine de charbon des monts Cumberland au Tennessee, cause la mort de 23 mineurs.
  - C'mon Everybody du rocker américain Eddie Cochran fait son entrée au hit-parade britannique.

- 24 mars : le Premier ministre Kassem annonce le retrait de l'Irak du pacte de Bagdad, signé en 1955 pour empêcher la diffusion du communisme dans le Moyen-Orient.

- 25 mars :
  - Des détails du projet américain Argus de tests nucléaires dans l'espace sont rendus publics.
  - Ellen Church, la mère infanticide américaine, admet avoir tuée ses 2 plus jeunes enfants et d'avoir aussi essayé de tuer les deux plus âgés parce qu'ils étaient « fous ».

- 26 mars :
  - Durant 4 jours, des orages à Madagascar causent la mort de plus de 100 personnes et laissent 100 000 autres sans abris.
  - Le Dr. Robert Jastrow de la NSA (National Space Administration) américaine conclut que la ceinture de Van Allen est causée par des particules solaires emprisonnées par le champ magnétique terrestre.

- 28 mars :
  - Au Kenya, mort des prisonniers Mau Mau du Camp Hola.
  - Zhou Enlai prend un arrêté proclamant la dissolution de l'ancien Gouvernement du Tibet[4].

- 29 mars : présentation du missile de défense à longue portée Bomarc de Boeing, capable de chercher et d'arrêter des cibles simples ou multiples, longtemps avant qu'elles atteignent les frontières des États-Unis.

- 31 mars :
  - à la suite de l'insurrection de Lhassa contre l'occupant chinois, le dalaï-lama se réfugie en Inde qui lui accorde l'asile politique. L'occupation du Tibet a débuté en 1950. L'Armée populaire de libération entre au Tibet et rencontre peu de résistance de la part d'une armée tibétaine faible et mal équipée.
  - Tenzin Gyatso sera suivi d'environ 100 000 Tibétains. Selon le rapport d’un militaire chinois officiel 87 000 Tibétains seront entre mars 1959 mars et septembre 1960 tués durant l'action militaire dans le secteur de Lhassa. D'autres le seront dans l'Amdo et le Kham, régions plus peuplées. Les Chinois écrasent la révolte et nomment le panchen-lama à la tête de l’État. Des tribus khampas poursuivent leurs opérations de guérilla avant d’être écrasées. Des dizaines de milliers de Tibétains s’enfuient à l’étranger, la plupart sont accueillis comme réfugiés en Inde, au Népal et au Bhoutan.
  - Premier vol de l'avion léger Millicer Airtourer.

## Naissances
- 1er mars : Bambou (Caroline Von Paulus), mannequin et chanteuse française, égérie de Serge Gainsbourg (France).
- 4 mars : Vital Kamerhe, Homme politique du Congo Kinshasa chef du parti politique UNC.
- 9 mars : Tom Amandes, acteur américain.
- 11 mars : Dejan Stojanović, poète, écrivain, essayiste, philosophe, homme d'affaires et journaliste  serbo-américain.
- 12 mars : Milorad Dodik, personnalité politique bosnien et Président de la république serbe de Bosnie depuis 2022.
- 13 mars : Pascal Légitimus, comique, acteur et réalisateur français (France), membre des Inconnus.
- 14 mars :
  - Tamara Tunie, actrice afro-américaine
  - Patrick Dupond, danseur étoile français, ancien directeur de l'École de danse de l'Opéra de Paris (France) († 5 mars 2021).
- 15 mars : 
  - Lisa Langlois, comédienne.
  - William Dunker, chanteur belge († 25 juin 2023).
- 16 mars :
  - Michael J. Bloomfield, astronaute américain (États-Unis).
  - Jens Stoltenberg, Homme politique, Premier ministre de Norvège (Norvège).
  - Tito Mboweni, homme politique et économistes sud-africain († 12 octobre 2024).
- 17 mars : Willy Demeyer, homme politique belge de langue française (France).
- 18 mars :
  - Luc Besson, producteur français (France).
  - Irene Cara, chanteuse américaine (États-Unis).
  - Christiane Jean, Comédienne française (France).
- 20 mars : Sting(Steve Borden), catcheur américain (États-Unis).
- 21 mars : 
  - Hans Staub, cavalier suisse de dressage.
  - Nobuo Uematsu, compositeur japonais (Japon).
- 22 mars : Matthew Modine, acteur américain (États-Unis).
- 31 mars : Markus Hediger, écrivain, traducteur suisse (Suisse).

## Décès
- 3 mars :
  - Lou Costello (52 ans), comédien américain (crise cardiaque) (° 1906).
  - Philémon Cousineau, chef du Parti conservateur du Québec.
- 8 mars : Robert Van Eenaeme, coureur cycliste belge (° 27 août 1916).
- 15 mars : Lester Young, saxophoniste de jazz américain (° 27 août 1909).
- 17 mars : Raffaele D'Alessandro, compositeur suisse (° 17 mars 1911).
- 24 mars : Georges Faniel, architecte, peintre et sculpteur belge (° 14 juillet 1882 ).
- 26 mars : Raymond Chandler, romancier américain (° 23 juillet 1888).
- 29 mars : Barthélemy Boganda, premier Président de la république centrafricaine.